# Javier Malagueño
Javier Hernán Malagueño (Cosquín, Córdoba, Argentina; 27 de octubre de 1982) es un futbolista argentino juega de defensa en Tiro Federal de Cosquín del Torneo Federal C.

## Trayectoria
En Olimpo debuta disputando 4 partidos antes de regresar a su club de inferiores, Racing Club de Avellaneda. Vuelve al club que lo formó, disputó 12 partidos. Con la llegada de Diego Simeone a la institución de avellaneda, perdió su lugar y fue vendido por 450 USD€.
En Talleres jugó 32 partidos en Primera División después de conseguir el ascenso, marcando un gol a Vélez. Jugó 48 partidos y convirtió un gol. Debido la falta de pago rescindió su contrato.
Paso a Indios donde jugó varios partidos por la copa donde convirtió un gol en la final consiguiendo su segundo título profesional. Por la liga su equipo quedó tercero. En México jugó 54 partidos y metió 4 goles.
En Málaga tan solo jugó 5 partidos en dos años.
Fue transferido a Tigre tan solo jugó dos partidos. 
A mitad de 2013 pasa a Atlético Tucumán de la Primera B Nacional, su primer gol lo convierte ante San Martín de Tucumán en el cual su equipo ganó 2 a 0, el segundo ante Villa San Carlos en el cual su equipo empató 2 a 2 y el tercero ante Unión de Santa Fe en este dio el triunfo gracias a un error del arquero. Su cuarto gol fue a All Boys en la siguiente fecha, en el club tucumano jugó 52 partidos y convirtió 4 goles. En diciembre de 2014 rescinde su contrato luego de perder el ascenso en la final con Huracán. En el club jugó 62 partidos e hizo 5 goles.

## Clubes
| Club                    | País      | Año         | Partidos | Goles |
| ----------------------- | --------- | ----------- | -------- | ----- |
| Olimpo de Bahía Blanca  | Argentina | 2001-2002   | 4        | 0     |
| Racing Club             | Argentina | 2003        | 12       | 0     |
| Huracán de Tres Arroyos | Argentina | 2003-2005   | 64       | 3     |
| Talleres de Córdoba     | Argentina | 2005-2007   | 48       | 2     |
| Iraklis FC              | Grecia    | 2007-2008   | 28       | 1     |
| Indios                  | México    | 2008-2010   | 54       | 4     |
| Málaga CF               | España    | 2010-2012   | 5        | 0     |
| Tigre                   | Argentina | 2012 - 2013 | 2        | 0     |
| Atlético Tucumán        | Argentina | 2013 - 2014 | 52       | 4     |
| Altamira FC             | México    | 2015        | 0        | 0     |
| Mitre (SdE)             | Argentina | 2016        | 12       | 0     |
| Tiro Federal de Cosquín | Argentina | 2017 -      | 0        | 0     |

## Copas

### Nacional
| Título             | Equipo                  |
| ------------------ | ----------------------- |
| Primera B Nacional | Huracán de Tres Arroyos |

### Internacional
| Título         | Equipo     |
| -------------- | ---------- |
| Copa de Grecia | Iraklis FC |

### Copas Amistosas
| Título                     | Equipo           |
| -------------------------- | ---------------- |
| Copa de Invierno La Gaceta | Atlético Tucumán |
| Copa Palpitos 24           | Atlético Tucumán |

## Distinciones

### Individual
| Distinción               | Lugar  |
| ------------------------ | ------ |
| Mejor Jugador extranjero | Grecia |

### Grupal
| distinción                                     | Lugar     |
| ---------------------------------------------- | --------- |
| Mejor Equipo de la B (Huracán de tres Arroyos) | Argentina |